# Camalès
Camalès település Franciaországban, Hautes-Pyrénées megyében. Lakosainak száma 377 fő (2022. január 1.). Camalès Vic-en-Bigorre, Bazillac, Pujo, Ugnouas és Villenave-près-Marsac községekkel határos.

## Népesség
A település népességének változása:
| Lakosok száma | 427  | 392  | 397  | 384  | 392  | 390  | 388  | 382  | 377  |
|               | 2013 | 2015 | 2016 | 2017 | 2018 | 2019 | 2020 | 2021 | 2022 |